# Bousse (Mosela)
Bousse é uma comuna francesa na região administrativa de Grande Leste, no departamento de Moselle. Estende-se por uma área de 8,81 km². Em 2010 a comuna tinha 3 237 habitantes (densidade: 367,4 hab./km²).